# Heriades pachyacanthus
Heriades pachyacanthus là một loài Hymenoptera trong họ Megachilidae. Loài này được Cockerell mô tả khoa học năm 1940.